# Puchar Panamerykański w Piłce Siatkowej Kobiet 2014
Puchar Panamerykański w Piłce Siatkowej Kobiet – 13. edycja turnieju siatkarskiego kobiet, który trwał od 11 do 19 czerwca 2014 roku. Gospodarzem turnieju był Meksyk, drużyny rywalizowały w mieście Meksyk i Pachuca. W turnieju udział brało 11 reprezentacji podzielonych na dwie grupy.

## Drużyny uczestniczące
| Grupa A                                              | Grupa B                                                  |
| ---------------------------------------------------- | -------------------------------------------------------- |
| Kanada Kuba Dominikana Meksyk Peru Trynidad i Tobago | Argentyna Kolumbia Kostaryka Portoryko Stany Zjednoczone |

## Faza grupowa
awans do półfinałów
     awans do ćwierćfinałów

### Grupa A
Tabela
| Lp. | Drużyna           | Mecze | Mecze | Mecze | Pkt | Małe punkty | Małe punkty | Małe punkty | Sety | Sety | Sety  |
| Lp. | Drużyna           | M     | W     | P     | Pkt | zdob.       | str.        | ratio       | wyg. | prz. | ratio |
| --- | ----------------- | ----- | ----- | ----- | --- | ----------- | ----------- | ----------- | ---- | ---- | ----- |
| 1   | Dominikana        | 5     | 5     | 0     | 22  | 419         | 330         | 1.270       | 15   | 3    | 5.000 |
| 2   | Kanada            | 5     | 3     | 2     | 16  | 417         | 385         | 1.083       | 11   | 7    | 1.571 |
| 3   | Kuba              | 5     | 3     | 2     | 15  | 399         | 370         | 1.078       | 10   | 7    | 1.429 |
| 4   | Meksyk            | 5     | 3     | 2     | 9   | 427         | 462         | 0.924       | 9    | 12   | 0.750 |
| 5   | Peru              | 5     | 1     | 4     | 10  | 444         | 455         | 0.976       | 8    | 12   | 0.667 |
| 6   | Trynidad i Tobago | 5     | 0     | 5     | 3   | 332         | 427         | 0.778       | 3    | 15   | 0.200 |

Źródło: NORCECA
Punktacja: 3:0 – 5 pkt, 3:1 – 4 pkt, 3:2 – 3 pkt, 2:3 – 2 pkt, 1:3 – 1 pkt, 0:3 – 0 pkt
Zasady ustalania kolejności: 1. liczba zwycięstw, 2. liczba punktów, 3. stosunek małych punktów, 4. stosunek setów, 5. bilans w bezpośrednich meczach
| Data  | Godz. | Drużyna 1         | Wynik | Drużyna 2         | 1     | 2     | 3     | 4     | 5     | Widzów | * |
| ----- | ----- | ----------------- | ----- | ----------------- | ----- | ----- | ----- | ----- | ----- | ------ | - |
| 11.06 | 15:00 | Kanada            | 3:1   | Peru              | 25:18 | 26:24 | 23:25 | 25:20 |       | 150    |   |
| 11.06 | 17:00 | Trynidad i Tobago | 0:3   | Dominikana        | 12:25 | 11:25 | 16:25 |       |       | 350    |   |
| 11.06 | 19:00 | Meksyk            | 0:3   | Kuba              | 19:25 | 17:25 | 21:25 |       |       | 1050   |   |
| 12.06 | 15:00 | Dominikana        | 3:1   | Kuba              | 24:26 | 25:17 | 25:21 | 25:19 |       | 200    |   |
| 12.06 | 17:00 | Kanada            | 3:0   | Trynidad i Tobago | 25:23 | 25:14 | 26:24 |       |       | 300    |   |
| 12.06 | 19:00 | Meksyk            | 3:2   | Peru              | 25:23 | 16:25 | 28:26 | 21:25 | 15:11 | 1000   |   |
| 13.06 | 15:00 | Trynidad i Tobago | 0:3   | Peru              | 24:26 | 21:25 | 24:26 |       |       | 150    |   |
| 13.06 | 17:00 | Kuba              | 0:3   | Kanada            | 22:25 | 23:25 | 21:25 |       |       | 1000   |   |
| 13.06 | 19:00 | Dominikana        | 3:0   | Meksyk            | 25:23 | 25:20 | 25:22 |       |       | 1500   |   |
| 14.06 | 15:00 | Trynidad i Tobago | 1:3   | Kuba              | 17:25 | 18:25 | 25:20 | 10:25 |       | 280    |   |
| 14.06 | 17:00 | Peru              | 2:3   | Dominikana        | 18:25 | 21:25 | 25:22 | 25:18 | 12:15 | 1000   |   |
| 14.06 | 19:00 | Meksyk            | 3:2   | Kanada            | 27:25 | 27:25 | 13:25 | 14:25 | 15:9  | 1800   |   |
| 15.06 | 15:00 | Dominikana        | 3:0   | Kanada            | 25:22 | 25:14 | 25:22 |       |       | 650    |   |
| 15.06 | 17:00 | Peru              | 0:3   | Kuba              | 26:28 | 25:27 | 18:25 |       |       | 800    |   |
| 15.06 | 19:00 | Meksyk            | 3:2   | Trynidad i Tobago | 18:25 | 21:25 | 25:15 | 25:20 | 15:8  | 1200   |   |

### Grupa B
Tabela
| Lp. | Drużyna           | Mecze | Mecze | Mecze | Pkt | Małe punkty | Małe punkty | Małe punkty | Sety | Sety | Sety  |
| Lp. | Drużyna           | M     | W     | P     | Pkt | zdob.       | str.        | ratio       | wyg. | prz. | ratio |
| --- | ----------------- | ----- | ----- | ----- | --- | ----------- | ----------- | ----------- | ---- | ---- | ----- |
| 1   | Stany Zjednoczone | 4     | 4     | 0     | 20  | 305         | 201         | 1.517       | 12   | 0    | MAX   |
| 2   | Argentyna         | 4     | 3     | 1     | 15  | 286         | 243         | 1.177       | 9    | 3    | 3.000 |
| 3   | Portoryko         | 4     | 2     | 2     | 10  | 266         | 262         | 1.015       | 6    | 6    | 1.000 |
| 4   | Kolumbia          | 4     | 1     | 3     | 5   | 264         | 290         | 0.910       | 3    | 9    | 0.333 |
| 5   | Kostaryka         | 4     | 0     | 4     | 0   | 175         | 300         | 0.583       | 0    | 12   | 0.000 |

Źródło: NORCECA
Punktacja: 3:0 – 5 pkt, 3:1 – 4 pkt, 3:2 – 3 pkt, 2:3 – 2 pkt, 1:3 – 1 pkt, 0:3 – 0 pkt
Zasady ustalania kolejności: 1. liczba zwycięstw, 2. liczba punktów, 3. stosunek małych punktów, 4. stosunek setów, 5. bilans w bezpośrednich meczach
| Data  | Godz. | Drużyna 1         | Wynik | Drużyna 2         | 1     | 2     | 3     | 4 | 5 | Widzów | * |
| ----- | ----- | ----------------- | ----- | ----------------- | ----- | ----- | ----- | - | - | ------ | - |
| 11.06 | 17:00 | Kolumbia          | 0:3   | Stany Zjednoczone | 19:25 | 19:25 | 28:30 |   |   | 800    |   |
| 11.06 | 19:00 | Argentyna         | 3:0   | Portoryko         | 25:14 | 25:22 | 28:26 |   |   | 753    |   |
| 12.06 | 15:00 | Portoryko         | 3:0   | Kostaryka         | 25:15 | 25:11 | 25:19 |   |   | 2500   |   |
| 12.06 | 19:00 | Stany Zjednoczone | 3:0   | Argentyna         | 25:20 | 25:14 | 25:20 |   |   | 1700   |   |
| 13.06 | 15:00 | Portoryko         | 0:3   | Stany Zjednoczone | 18:25 | 13:25 | 17:25 |   |   | 725    |   |
| 13.06 | 17:00 | Kostaryka         | 0:3   | Kolumbia          | 16:25 | 18:25 | 16:25 |   |   | 800    |   |
| 14.06 | 15:00 | Kolumbia          | 0:3   | Argentyna         | 27:29 | 17:25 | 15:25 |   |   | 600    |   |
| 14.06 | 19:00 | Kostaryka         | 0:3   | Stany Zjednoczone | 13:25 | 9:25  | 11:25 |   |   | 500    |   |
| 15.06 | 15:00 | Portoryko         | 3:0   | Kolumbia          | 25:13 | 25:22 | 31:29 |   |   | 525    |   |
| 15.06 | 17:00 | Argentyna         | 3:0   | Kostaryka         | 25:18 | 25:12 | 25:17 |   |   | 400    |   |

## Faza finałowa

### Mecze o miejsca 7-10
| Data  | Godz. | Drużyna 1 | Wynik | Drużyna 2 | 1     | 2     | 3     | 4 | 5 | Widzów | * |
| ----- | ----- | --------- | ----- | --------- | ----- | ----- | ----- | - | - | ------ | - |
| 17.06 | 17:00 | Kolumbia  | 3:0   | Peru      | 25:21 | 25:23 | 25:20 |   |   | 650    |   |
| 17.06 | 19:00 | Meksyk    | 3:0   | Kostaryka | 25:10 | 25:22 | 25:17 |   |   | 1200   |   |

### Mecz o 9. miejsce
| Data  | Godz. | Drużyna 1 | Wynik | Drużyna 2 | 1     | 2     | 3     | 4     | 5 | Widzów | * |
| ----- | ----- | --------- | ----- | --------- | ----- | ----- | ----- | ----- | - | ------ | - |
| 18.06 | 18:00 | Peru      | 3:1   | Kostaryka | 25:12 | 25:12 | 22:25 | 25:14 |   | 400    |   |

### Mecz o 7. miejsce
| Data  | Godz. | Drużyna 1 | Wynik | Drużyna 2 | 1     | 2     | 3     | 4     | 5     | Widzów | * |
| ----- | ----- | --------- | ----- | --------- | ----- | ----- | ----- | ----- | ----- | ------ | - |
| 18.06 | 20:00 | Kolumbia  | 3:2   | Meksyk    | 19:25 | 25:19 | 18:25 | 31:29 | 15:11 | 2000   |   |

### Mecz o 5. miejsce
| Data  | Godz. | Drużyna 1 | Wynik | Drużyna 2 | 1     | 2     | 3     | 4     | 5 | Widzów | * |
| ----- | ----- | --------- | ----- | --------- | ----- | ----- | ----- | ----- | - | ------ | - |
| 19.06 | 16:00 | Kanada    | 1:3   | Kuba      | 24:26 | 25:23 | 21:25 | 16:25 |   | 150    |   |

### Ćwierćfinały
| Data  | Godz. | Drużyna 1 | Wynik | Drużyna 2 | 1     | 2     | 3     | 4     | 5 | Widzów | * |
| ----- | ----- | --------- | ----- | --------- | ----- | ----- | ----- | ----- | - | ------ | - |
| 17.06 | 18:00 | Kanada    | 0:3   | Portoryko | 17:25 | 16:25 | 28:30 |       |   | 300    |   |
| 17.06 | 20:00 | Argentyna | 3:1   | Kuba      | 25:23 | 23:25 | 25:20 | 25:19 |   | 700    |   |

### Półfinały
| Data  | Godz. | Drużyna 1         | Wynik | Drużyna 2 | 1     | 2     | 3     | 4 | 5 | Widzów | * |
| ----- | ----- | ----------------- | ----- | --------- | ----- | ----- | ----- | - | - | ------ | - |
| 18.06 | 18:00 | Stany Zjednoczone | 3:0   | Portoryko | 25:15 | 25:21 | 25:17 |   |   | 300    |   |
| 18.06 | 20:00 | Dominikana        | 3:0   | Argentyna | 25:21 | 25:18 | 26:24 |   |   | 1050   |   |

### Mecz o 3. miejsce
| Data  | Godz. | Drużyna 1 | Wynik | Drużyna 2 | 1     | 2     | 3     | 4     | 5     | Widzów | * |
| ----- | ----- | --------- | ----- | --------- | ----- | ----- | ----- | ----- | ----- | ------ | - |
| 19.06 | 18:00 | Portoryko | 3:2   | Argentyna | 24:26 | 25:15 | 24:26 | 25:15 | 16:14 | 1600   |   |

### Finał
| Data  | Godz. | Drużyna 1         | Wynik | Drużyna 2  | 1     | 2     | 3     | 4     | 5 | Widzów | * |
| ----- | ----- | ----------------- | ----- | ---------- | ----- | ----- | ----- | ----- | - | ------ | - |
| 19.06 | 20:00 | Stany Zjednoczone | 1:3   | Dominikana | 18:25 | 18:25 | 25:17 | 21:25 |   | 3500   |   |

## Klasyfikacja końcowa
| Miejsce | Reprezentacja     |
| ------- | ----------------- |
| złoto   | Dominikana        |
| srebro  | Stany Zjednoczone |
| brąz    | Portoryko         |
| 4.      | Argentyna         |
| 5.      | Kuba              |
| 6.      | Kanada            |
| 7.      | Kolumbia          |
| 8.      | Meksyk            |
| 9.      | Peru              |
| 10.     | Kostaryka         |
| 11.     | Trynidad i Tobago |

## Nagrody indywidualne
| MVP             | Najlepsza punktująca | Najlepsza rozgrywająca | Najlepsze skrzydłowe                   | Najlepsza atakująca | Najlepsza zagrywająca | Najlepsze środkowe         | Najlepsza libero | Najlepsza broniąca | Najlepsza przyjmująca |
| --------------- | -------------------- | ---------------------- | -------------------------------------- | ------------------- | --------------------- | -------------------------- | ---------------- | ------------------ | --------------------- |
| Brenda Castillo | Melissa Vargas       | María Marín            | Bethania de la Cruz Margarita Martínez | Andrea Rangel       | Ivonne Montaño        | Cándida Arias Tetori Dixon | Brenda Castillo  | Brenda Castillo    | Brenda Castillo       |